# Lijst van spelers van AJ Auxerre
Deze lijst omvat voetballers die bij de Franse voetbalclub AJ Auxerre spelen of gespeeld hebben. De spelers zijn alfabetisch gerangschikt.

## A
- Vincent Acapandié
- Kuami Agboh
- Serge Akakpo
- Kanga Akale
- Roger Alloncle
- Joel Andre
- Anicet Andrianantenaina
- Philip Anianka
- Christian Antoinat
- Irele Apo
- Éric Assati

## B
- Issa Ba
- Claude Barret
- Anthony Basso
- Gérald Baticle
- Joël Bats
- Mathieu Berson
- Jérémy Berthod
- Valter Birsa
- Laurent Blanc
- Thierry Bocquet
- René Bolf
- Basile Boli
- Roger Boli
- Thierry Bonalair
- Olivier Borel
- Gerard Boulard
- Jean-Jaques Boulard
- Jean-Alain Boumsong
- Maxime Bourgeois
- Paul Brot
- Gyözö Burcsa

## C
- Éric Cantona
- Aurélien Capoue
- Stephane Carnot
- Michel Catalano
- Baptiste Chabert
- Kamel Chafni
- Xavier Chalier
- Lionel Charbonnier
- Jean-Luc Charles
- Aurelien Chedjou
- Jean-François Chevat
- Benoit Cheyrou
- Michaël Ciani
- Laurent Ciechelski
- Djibril Cissé
- Mame Cissokho
- Bruno Clementi
- Christophe Cocard
- Alexandre Comisetti
- Lilian Compan
- Jacques Contassot
- Roy Contout
- Fabien Cool
- Adama Coulibaly
- Mamoutou Coulibaly
- Jean-Luc Courtet
- Dominique Cuperly

## D
- Maurice Dalé
- Didier Danio
- Frédéric Danjou
- Frederic Darras
- Pierre Deblock
- Philippe Delancray
- David Delbarre
- Garra Dembélé
- Thomas Deniaud
- Lucien Denis
- Dominique Devin
- Lassina Diabaté
- Abou Diaby
- Oumar Dieng
- Bernard Dioméde
- Lionel Dion
- Rafik Djebbour
- Dariusz Dudka
- Damien Dufour
- Daniel Dutuel

## F
- Marc Fachan
- Khalilou Fadiga
- Philippe Fargeon
- Amdy Faye
- Francois Felix
- Bernard Ferrer
- Jean-Marc Ferreri
- Alain Fiard
- Cécil Filanckembo

## G
- Patrice Garande
- Jean-Michel Geffroy
- Axel Gendreau
- Ludovic Genest
- Alec Georgen
- Eric Geraldes
- Alain Goma
- Antonio Gomez
- Patrick Gonfalone
- Arnaud Gonzalez
- Stéphane Grichting
- Raphael Guerreiro
- Stéphane Guivarc'h
- Joel Guyon

## H
- Gerard Hallet
- Sébastien Hamel
- Sébastien Heitzmann
- Helder Esteves
- Cédric Hengbart
- Christian Henna
- Kwami Hodouto
- Jérémy Huyghebaert

## I
- Awudu Issaka
- Onanga Itoua

## J
- Paweł Janas
- Maxime Jasse
- Jean-Sébastien Jaurés
- Frédéric Jay
- Ireneusz Jeleń
- Cyril Jeunechamp
- Nikola Jozic
- Jo-Guk Jung

## K
- Younès Kaboul
- Zbigniew Kaczmarek
- Thomas Kahlenberg
- Oumar Kalabane
- Amara Kallé
- Bonaventure Kalou
- Pedro Kamata
- Olivier Kapo
- Lynel Kitambala
- Tomasz Kłos
- Józef Klose
- Kalman Kovacs
- Marcin Kuźba

## L
- Yann Lachuer
- Sabri Lamouchi
- Steeven Langil
- Christophe Langlois
- Gerard Lanthier
- Lilian Laslandes
- Ronan Le Crom
- Guenal Le Maux
- Anthony Le Tallec
- Jean-Paul Leau
- Guillaume Lecacheur
- Kévin Lejeune
- Jerome Lempereur
- Fabrice Lepaul
- Jean-Michel Lesage
- Alexandre Licata
- Didier Loiseau
- Patrice Loiseau
- Dominique Lokoli
- Georges Lopez
- Jerome Lorant
- Jean-Louis Luccini
- Peguy Luyindula

## M
- Paul-Georges Madiba
- Willy Maeyens
- Cyrille Magnier
- Stephane Mahe
- Kévin Malaga
- Georges Mandjeck
- Toifilou Maoulida
- Marcos António
- Nicolas Marin
- Steve Marlet
- Didier Martel
- Baptiste Martin
- Bruno Martini
- Corentin Martins
- Jaques Mathieu
- Lionel Mathis
- Waldemar Matysik
- Stephano Mazzolini
- Oxence Mbani
- Samuel Meilley
- Franck Merelle
- Serge Mesones
- Christophe Messager
- Philippe Mexès
- Michel Pineda
- Jean-Pascal Mignot
- Christopher Missilou
- Marko Mlinarić
- Jocelyn Monate
- Didier Monczuk
- Patrick Monier
- Georges Moureaux
- Vlad Munteanu
- Benjani Mwaruwari

## N
- Moussa N'Diaye
- Lilian Nalis
- Moussa Narry
- Delvin Ndinga
- Daniel Niculae
- Benjamin Nivet
- Richard Njok
- Jean-Paul Noel
- Guy Nzamba

## O
- Akakpo Ognadon
- Dennis Oliech
- Alain Ollier
- Didier Otokoré
- Kamil Oziemczuk

## P
- Pierre Papeau
- Benoît Pedretti
- Jaques Perdrieau
- Elisio Pereira
- Désiré Periatambee
- Jean Perrier
- Jean-Paul Pesant
- Denis Petric
- Luigi Pieroni
- Pascal Plancque
- Robert Popov
- Romain Poyet
- William Prunier

## Q
- Julien Quercia

## R
- Franck Rabarivony
- Johan Radet
- David Recorbet
- Christophe Remy
- Patrick Remy
- Pedro Reyes
- Rémy Riou
- Alain Roche
- Rene Romagon
- Christian Roque

## S
- Robert Sab
- Bacary Sagna
- Moussa Saïb
- Frédéric Sammaritano
- Sekou Sangare
- Yaya Sanogo
- Miguel Saulquin
- Arnaud Sauvage
- Christian Scarpari
- Jean-Marc Schaer
- Enzo Scifo
- Tarik Sektioui
- Claude Sevenier
- Antoine Sibierski
- Amadou Sidibé
- Franck Silvestre
- Pantxi Sirieix
- Youssef Sofiane
- Franck Soler
- Jérémy Sopalski
- Olivier Sorin
- Johnson Soumahoro
- Richard Suriano
- Andrzej Szarmach
- Marian Szeja
- Zbigniew Szylko

## T
- Thierry Taberner
- Teemu Tainio
- Gabriel Tamaș
- Benoit Tardieu
- Abdelhafid Tasfaout
- Frédéric Thomas
- Alain Traoré
- Sammy Traoré
- Andre Truffaut

## V
- Krisztian Vadócz
- Pascal Vahirua
- Jean-Louis Valois
- David Vandenbossche
- Frank Verlaat
- Pierre Vignaud
- Franco Vignola
- Eric Villa
- Philippe Violeau
- Alain Voegelin

## W
- Taribo West
- Henryk Wieczorek
- Piotr Włodarczyk

## Y
- Hassan Yebda
- Michael Yobo

## Z
- Ned Zelić
- Andrzej Zgutczyński